# Región de las Tierras Medias Orientales
Tierras Medias Orientales (East Midlands, en inglés) es una de las nueve regiones de Inglaterra. Está formada por los condados de Derbyshire, Leicestershire, Rutland, Northamptonshire, Nottinghamshire y parte de Lincolnshire. Su capital es Melton, Leicestershire, y las ciudades más pobladas, Leicester y Nottingham. Limita al norte con Yorkshire y Humber, al este con el mar del Norte, al sureste con el Este de Inglaterra, al sur con el Sudeste, al oeste con Tierras Medias Occidentales y al noroeste con el Noroeste de Inglaterra. Con 4 533 222 habitantes en 2011 es la segunda región menos poblada —por delante del Nordeste de Inglaterra— y con 290.1 hab/km², la segunda menos densamente poblada, por delante del Sudoeste.

## Ciudades
- Derby
- Lincoln
- Leicester
- Nottingham

Está dividida en las siguientes áreas de Gobierno Local:
| 1. Derbyshire 2. Derby 3. Nottinghamshire 4. Nottingham 5. Lincolnshire 6. Leicestershire 7. Leicester 8. Rutland 9. Northamptonshire |

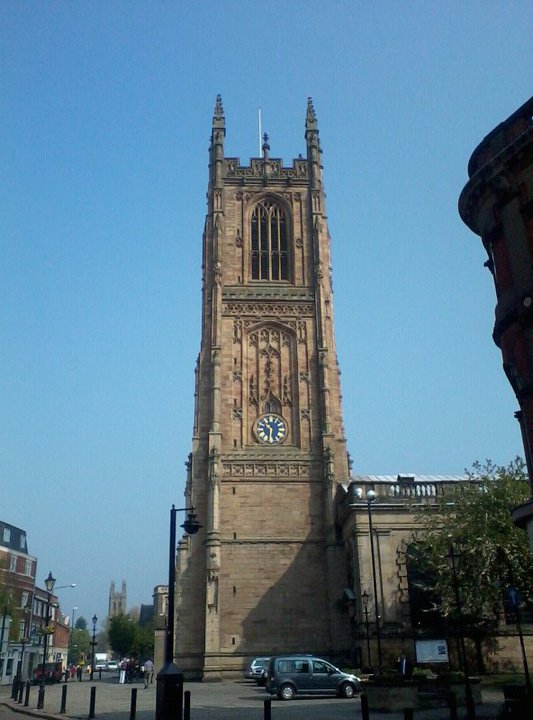
Catedral de Derby
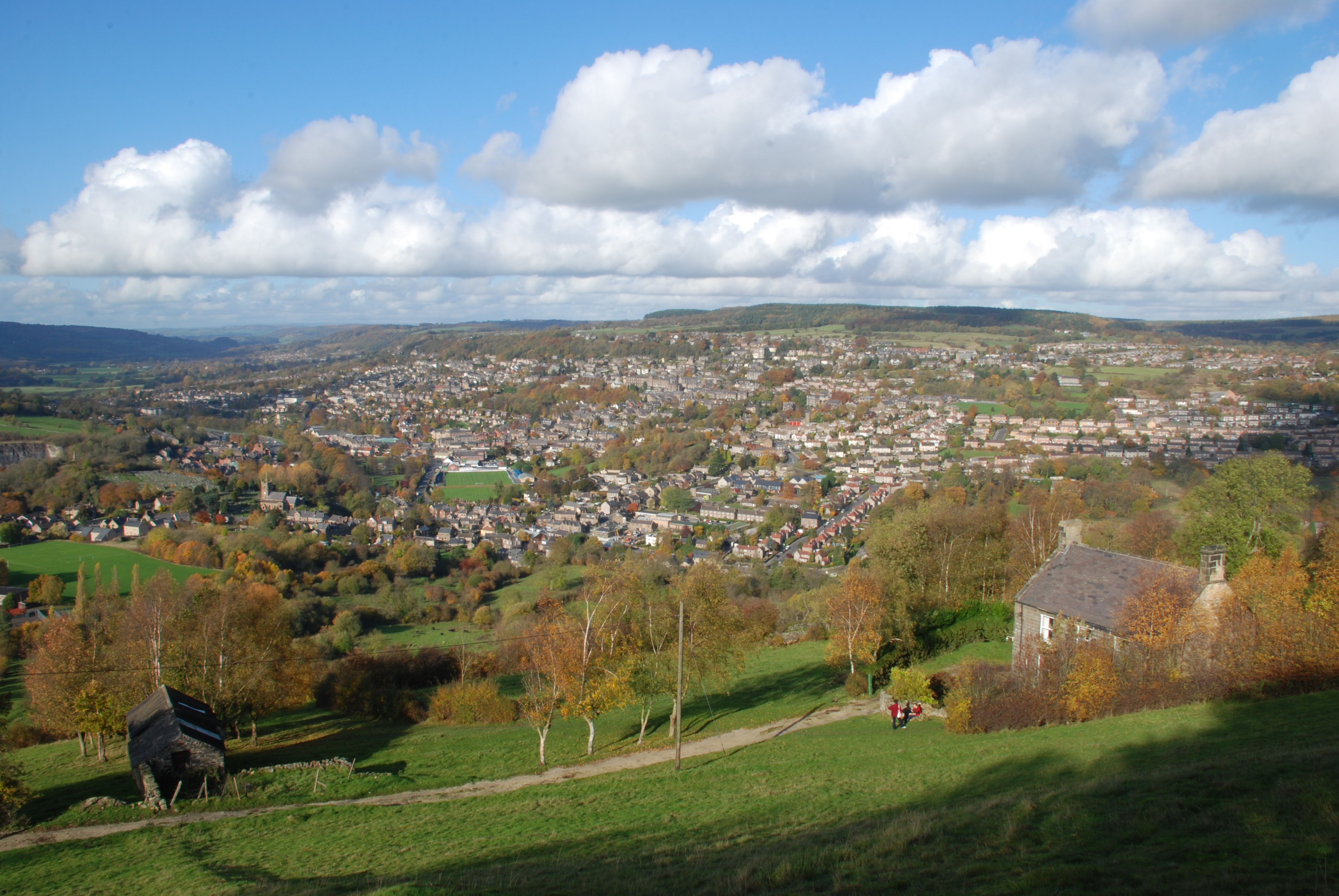
Matlock, capital del condado de Derbyshire
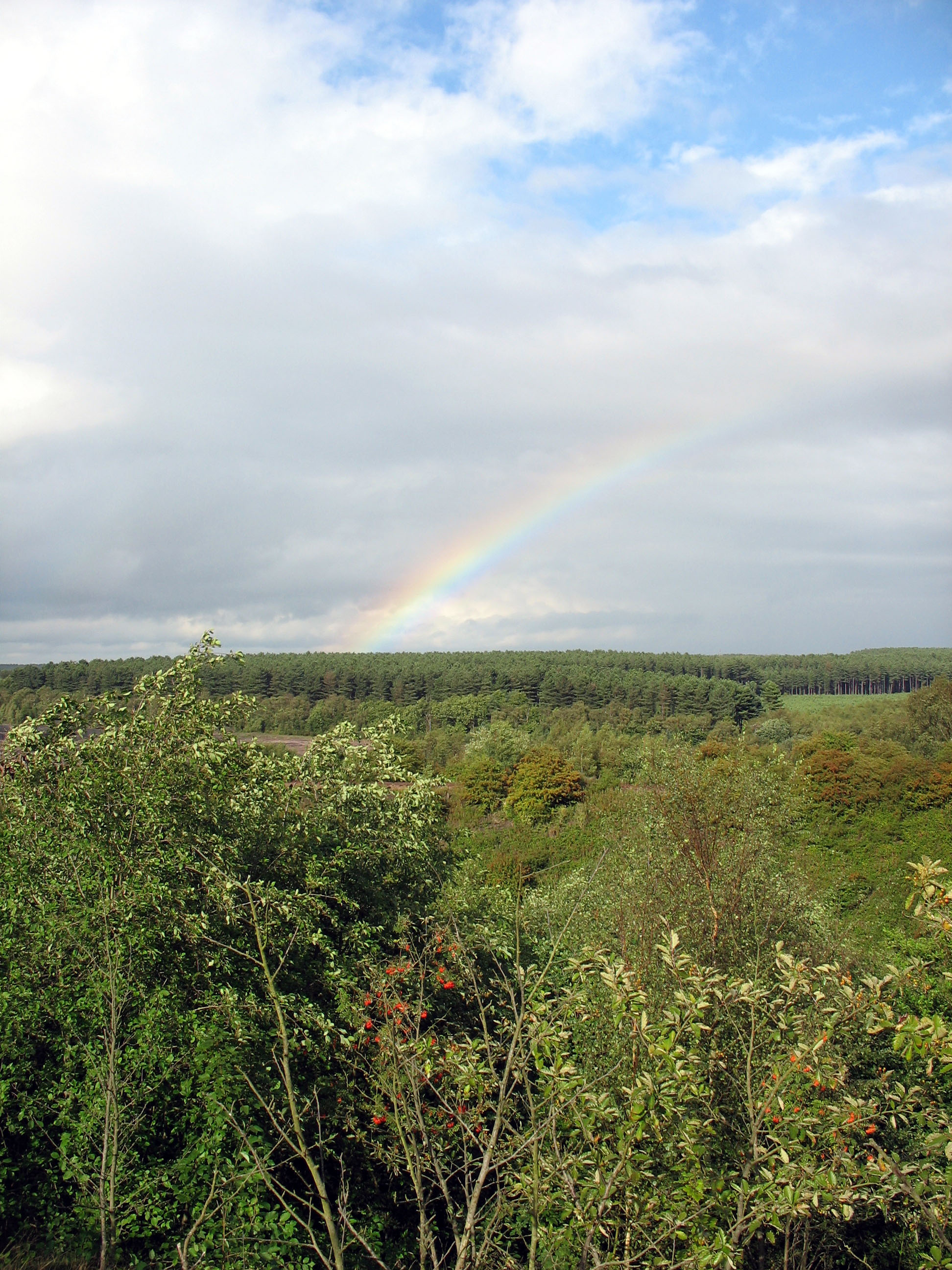
Bosque de Sherwood (Nottinghamshire), famoso por estar asociado con la leyenda de Robin Hood
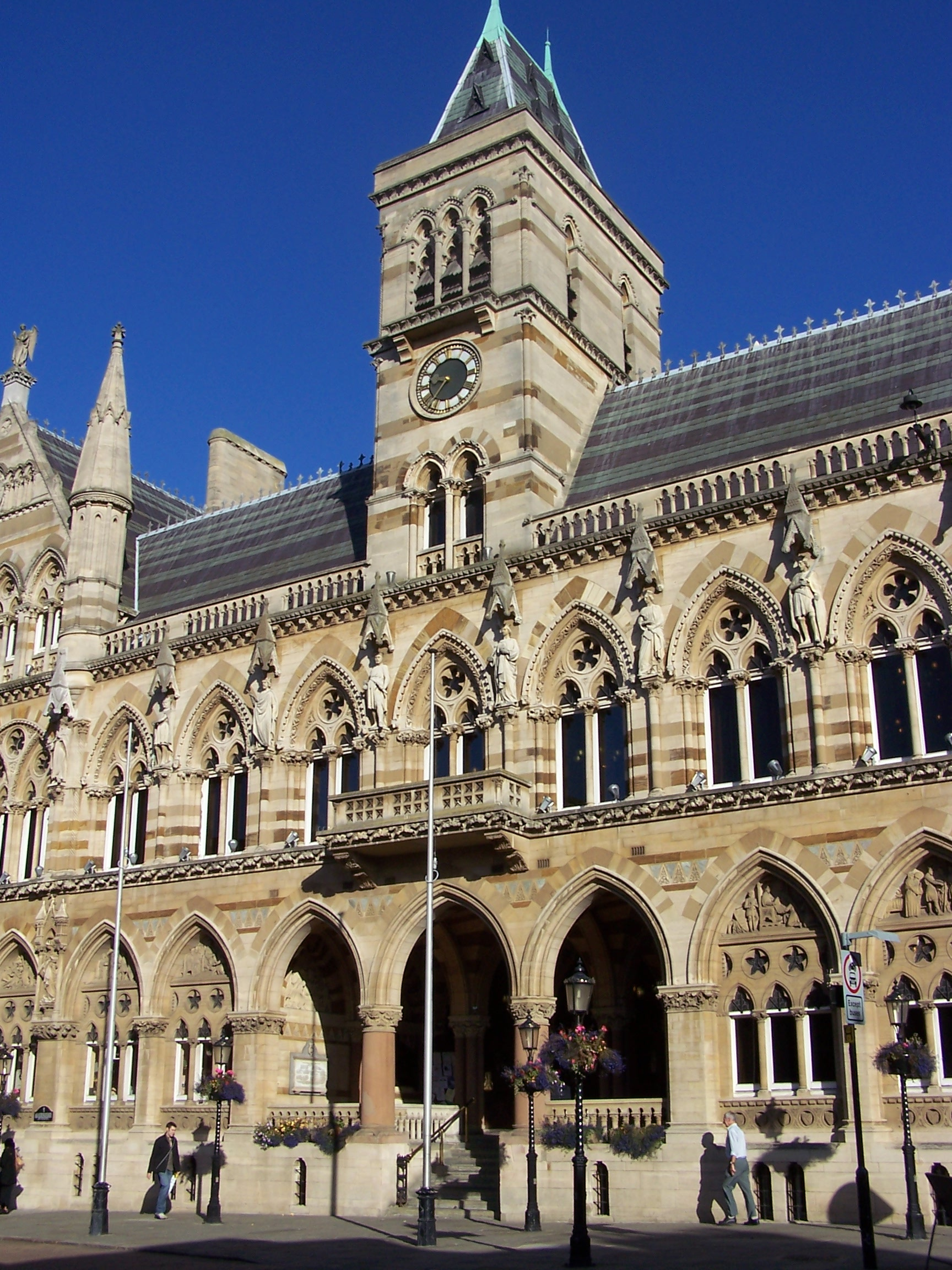
Ayuntamiento de Northampton, capital del condado de Northamptonshire
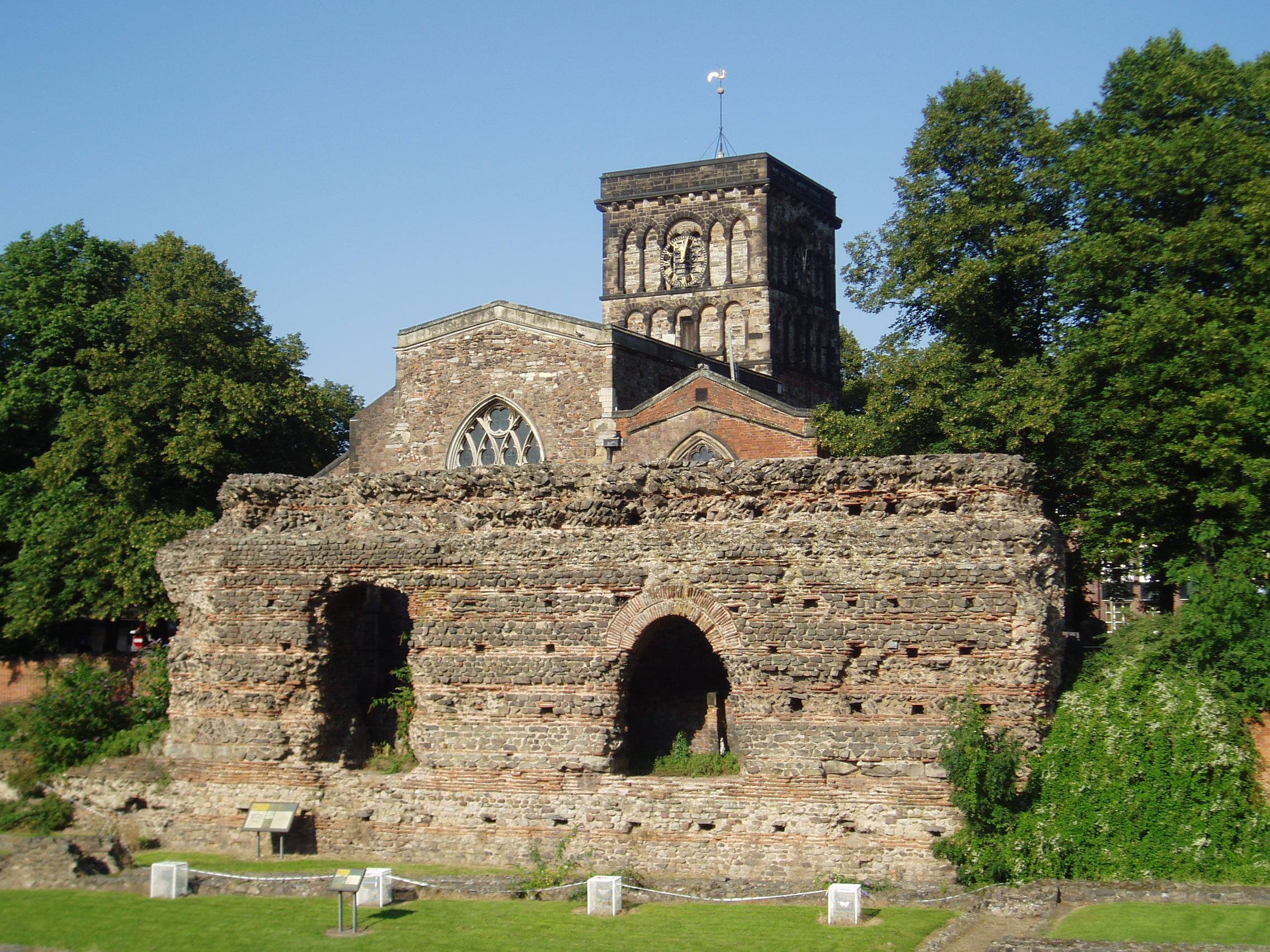
Ruinas de baños romanos en Leicestershire
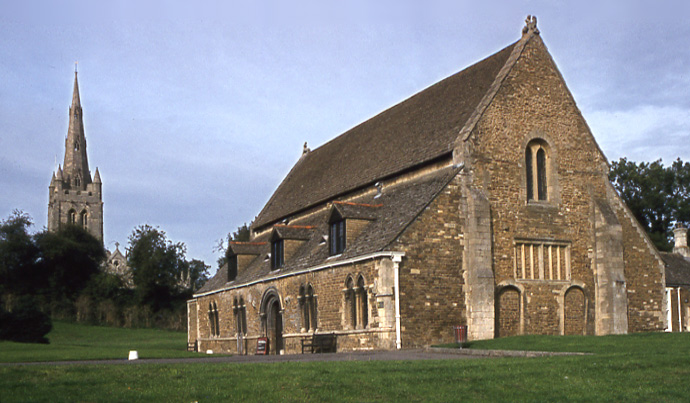
Castillo e iglesia de Oakham, capital del condado de Rutland
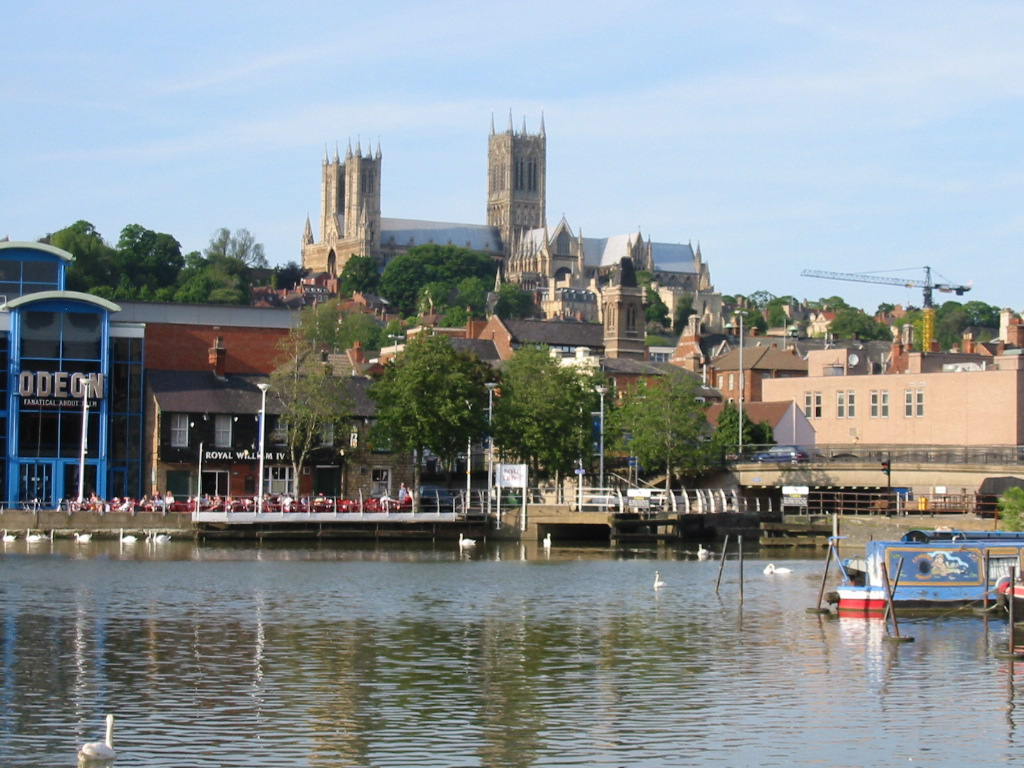
Lincoln, capital del condado de Lincolnshire
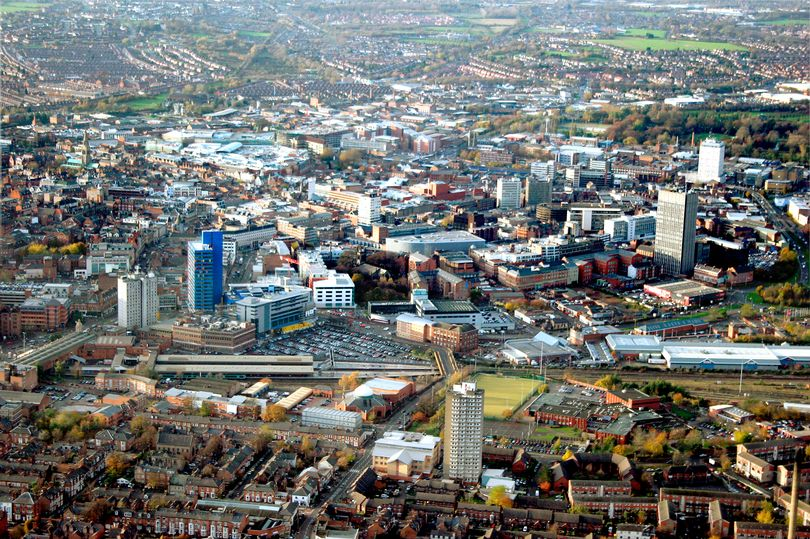
Vista aérea de Leicester